# SMS Stosch
O SMS Stosch foi uma corveta operada pela Marinha Imperial Alemã e a terceira embarcação da Classe Bismarck, depois do SMS Bismarck e SMS Blücher, e seguido pelo SMS Moltke, SMS Gneisenau e SMS Stein. Sua construção começou em novembro de 1875 nos estaleiros da AG Vulcan em Estetino e foi lançado ao mar em outubro do ano seguinte, sendo finalizado em junho de 1879. Era armado com uma bateria principal composta por dez canhões de 149 milímetros, tinha um deslocamento carregado de três mil toneladas e alcançava uma velocidade máxima de doze nós.
O Stosch foi nomeado capitânia da Esquadra da Ásia Oriental em 1881, ficando no Sudeste Asiático até em 1885, quando foi transferido para ser a capitânia da Esquadra da África Oriental. Esta designação durou apenas seis meses e depois disso serviu brevemente na Esquadra da África Ocidental, retornando então para a Alemanha no final de 1885. Durante este período ele se envolveu na mediação de disputas sobre o império colonial alemão em expansão no Oceano Pacífico e na África. Ele passou por uma grande modernização a partir do início de 1886 e colocado na reserva.
Foi transformado em um navio-escola em 1888 e desempenhou esta função pelos quase vinte anos seguintes, com suas principais atividades consistindo em exercícios de treinamento e cruzeiros internacionais. Estes frequentemente alternavam entre as Índias Ocidentais e o Mar Mediterrâneo, porém também chegou a visitar a América do Sul e África Ocidental em algumas ocasiões. Nestas viagens também participou da resolução de disputas envolvendo governos estrangeiros. Foi descomissionado em abril de 1907 e depois vendido para desmontagem em outubro.